# Прапор Вільшанського району
Пра́пор Вільша́нського райо́ну затверджений 31 січня 2003 р. рішенням сесії Вільшанської районної ради.
Прямокутне полотнище зі співвідношенням сторін 2:3 складається з двох рівновеликих горизонтальних смуг червоного та жовтого кольорів; від древка на третину довжини відходить зелений клин, на якому жовта бджола.
Автор — В. Є. Кривенко.
Комп'ютерна графіка — В. М. Напиткін.